# Wasserverband Hochsauerland
Der Wasserverband Hochsauerland ist ein kommunaler Verband mit der Aufgabe, das Trinkwasser aufzubereiten und mittels eines Verbundnetzes zu den kommunalen Übergabestellen der Mitglieder weiterzuleiten. Eine direkte Übergabe an die Verbraucher findet nicht statt. Der Leitungsverbund ist 121 km lang.
Der Verband wurde am 18. Juni 1979 gegründet.  Er ist nach dem Wasserverbandsgesetz vom 12. Februar 1991 eine Körperschaft des öffentlichen Rechts. Anstoß zur Gründung gab der beabsichtigte Bau einer Talsperre im Tal der Renau, der 1991 jedoch zurückgewiesen wurde.
Die Mitglieder sind die Städte und Gemeinden Bestwig, Eslohe, Hallenberg, Medebach, Meschede, Olsberg, Schmallenberg, Sundern, Winterberg sowie der Hochsauerlandkreis. Das Verbandsgebiet ist etwa 1254 km² groß. In ihm lebten 145.000 Menschen (Stand 2013). Sitz ist Meschede.